# Піонер-5
«Піонер-5» (англ. Pioneer 5, укр. Першопроходець), інші назви «Тор-Ейбл-4» (англ. Thor Able 4), «Ейбл-6» (англ. Able 6) «Піонер-Пі-2» (англ. Pioneer P-2) — американський космічний апарат для дослідження міжпланетного простору між Землею і Венерою за програмою Піонер. Апарат створювався для прольоту повз Венеру, але завдання змінили на проліт повз Сонце. Апарат вимірював магнітне поле, сонячні частки, іонізацію міжпланетного середовища.

## Опис
Космічний апарат був кулею діаметром 0,66 м, масою 43 кг На зовнішній поверхні кулі розташовувались чотири панелі сонячних батарей потужністю 16 Вт для заряджання внутрішніх хімічних батарей. Загальна ширина апарата разом із панелями сонячних батарей становила 1,4 м. У польоті апарат стабілізувався обертанням. Наукове обладнання масою 18 кг складалось з: магнітометра, іонізаційної камери, Лічильника Гейгера-Мюллера, спектрометра імпульсів мікрометеоритів, пропорційного телескопічного лічильника.
«Піонер-5» мав першу у світі цифрову телеметричну систему, яку вперше випробували на супутнику «Експлорер-6». Телеметрична система використовувала два передавачі: потужністю 5 Вт для наведення антен станцій стеження і потужністю 150 Вт для передачі даних. Дані передавались зі швидкостями 64, 8, 1 біт на секунду, залежно від відстані апарата від Землі і розміру приймальної антени.

## Політ
11 березня 1960 року о 13:00:07 UTC ракетою-носієм «Тор-Ейбл-4» з космодрому на мисі Канаверал було запущено «Піонер-5» на геліоцентричну (навколо Сонця) орбіту. Апарат успішно досяг визначеної орбіти між Землею і Венерою для демонстрації технологій дослідження глибокого космосу й отримання перших даних про міжпланетне магнітне поле.
У зв'язку з обмеженням маси апарат мав невеликі сонячні батареї, потужності яких не вистачало на постійну передачу даних, тому дані передавались щодоби впродовж чотирьох сеансів по 25 хв. Загалом відбулось 138,9 год сеансів, під час яких було передано понад 3 Мб даних.
Апарат успішно працював до 30 квітня 1960 року, після цього передачі даних відбувались дуже рідко і не додали суттєво нової інформації.
26 червня 1960 року, в останній день передання даних, «Піонер-5» встановив зв'язок із відстані 36,2 млн км від Землі, що залишалось рекордом до польоту «Марінера-2» 1962 року.